# Arvid de Kleijn
Arvid de Kleijn (* 21. března 1994) je nizozemský profesionální silniční cyklista jezdící za UCI ProTeam Tudor Pro Cycling Team.

## Hlavní výsledky
2016
vítěz Paříž–Tours Espoirs
2. místo GP Horsens
4. místo Nationale Sluitingsprijs
4. místo Fyen Rundt
Národní šampionát
5. místo silniční závod do 23 let
2017
vítěz Nationale Sluitingsprijns
vítěz Antwerpse Havenpijl
Tour du Loir-et-Cher
vítěz 3. etapy
2. místo Ronde van Noord-Holland
2. místo Ronde van Limburg
4. místo Grote Prijs Stad Sing-Niklaas
4. místo Ronde van Overijssel
Národní šampionát
5. místo silniční závod
8. místo Arnhem–Veenendaal Classic
9. místo Arno Wallaard Memorial
2019
vítěz Midden-Brabant Poort Omloop
vítěz Druivenkoers Overijse
Course de Solidarność et des Champions Olympiques
vítěz 1. etapy
Tour du Loir-et-Cher
vítěz 3. etapy
Kreiz Breizh Elites
vítěz 4. etapy
Tour de Normandie
2. místo celkově
vítěz 3. etapy
2. místo De Kustpijl
3. místo Tacx Pro Classic
5. místo Gooikse Pijl
7. místo Veenendaal–Veenendaal Classic
2020
3. místo Gooikse Pijl
7. místo Scheldeprijs
2021
Kolem Turecka
vítěz 1. etapy
vítěz Route Adélie
5. místo Paříž–Chauny
8. místo Gran Piemonte
2022
Čtyři dny v Dunkerku
vítěz 1. etapy
2023
vítěz Milán–Turín
Tour de Langkawi
 vítěz bodovací soutěže
vítěz etap 1 a 6
Boucles de la Mayenne
vítěz 3. etapy
ZLM Tour
vítěz 3. etapy
Deutschland Tour
vítěz 4. etapy
2. místo Veenendaal–Veenendaal Classic
4. místo La Roue Tourangelle
10. místo Grand Prix Criquielion